# Yorkshire e Humber
Yorkshire and the Humber é uma das nove regiões oficiais da Inglaterra do primeiro nível das NUTS do Reino Unido para fins estatísticos do Eurostat. Abrange grande parte de Yorkshire (South Yorkshire, West Yorkshire, the East Riding of Yorkshire incluindo Hull,  condado não-metropolitano de North Yorkshire e a cidade de York), North Lincolnshire e North East Lincolnshire. Não inclui Middlesbrough ou Redcar e Cleveland (os quais pertencem ao condado cerimonial de North Yorkshire mas não no "condado shire"). A população em 2011 era de 5 284 000.
As comissões para aquelas regiões, incluindo a de Yorkshire e Humber, acabaram depois da dissolução do Parlamento em 12 de Abril de 2010; não foram reestabelecidas pela recém-eleita Câmara. Os ministros regionais não foram renomeados pelo novo Governo de Coligação, e os Gabinetes do Governo foram abolidos em 2011.

## Administração local
A região oficial consiste das seguintes subdivisões:
| Mapa                      | Condado cerimonial               | Condado/ unitário                                                                             | Distritos                                             |
| ------------------------- | -------------------------------- | --------------------------------------------------------------------------------------------- | ----------------------------------------------------- |
|                           | 1. South Yorkshire *             | 1. South Yorkshire *                                                                          | a) Sheffield, b) Rotherham, c) Barnsley, d) Doncaster |
| 2. West Yorkshire *       | 2. West Yorkshire *              | a) Wakefield, b) Kirklees, c) Calderdale, d) Bradford, e) Leeds                               |                                                       |
| North Yorkshire (parcial) | 3. North Yorkshire †             | a) Selby, b) Harrogate, c) Craven, d) Richmondshire, e) Hambleton, f) Ryedale, g) Scarborough |                                                       |
| North Yorkshire (parcial) | 4. York U.A.                     |                                                                                               |                                                       |
| East Riding of Yorkshire  | 5. East Riding of Yorkshire U.A. | 5. East Riding of Yorkshire U.A.                                                              |                                                       |
| East Riding of Yorkshire  | 6. Kingston upon Hull U.A.       |                                                                                               |                                                       |
| Lincolnshire (part only)  | 7. North Lincolnshire U.A.       | 7. North Lincolnshire U.A.                                                                    |                                                       |
| Lincolnshire (part only)  | 8. North East Lincolnshire U.A.  |                                                                                               |                                                       |

Key: †condado shire | *condado metropolitano
As autoridades unitárias de North Lincolnshire, North East Lincolnshire, East Riding of Yorkshire e Kingston Upon Hull formavam o condado não-metropolitano de Humberside, dando, assim, a designação de Yorkshire & Humberside à região.